# 大美體鰻
大美體鰻（学名：Ariosoma major），又名大錐體康吉鰻、大奇鰻、糯米鰻、穴子鰻、臭腥鰻、海鰻、沙鰻，为糯鰻科美體鰻屬下的一个种。

## 名称意识
在希腊文中，“ari”代表了非常优越的力量，“soma”者代表了身体。综合起来该物种的希腊名称显示该糯鰻物种拥有强而有力的身体。

## 分布
该物种主要分布地点包括日本，台湾东部的沙滩浅海底部地带。于东海以及太平洋西北海域也可以发现该物种。大錐體康吉鰻主要是生长于温带地区的海域内。大錐體康吉鰻通常都是于20至200公尺深的海域中生存。

## 生长
公的大錐體康吉鰻可以生长至约53公分的长度。

## 喂食
大美體鰻是一种肉食動物，主要的猎物包括硬骨魚以及螃蟹。